# Jean Guilaine

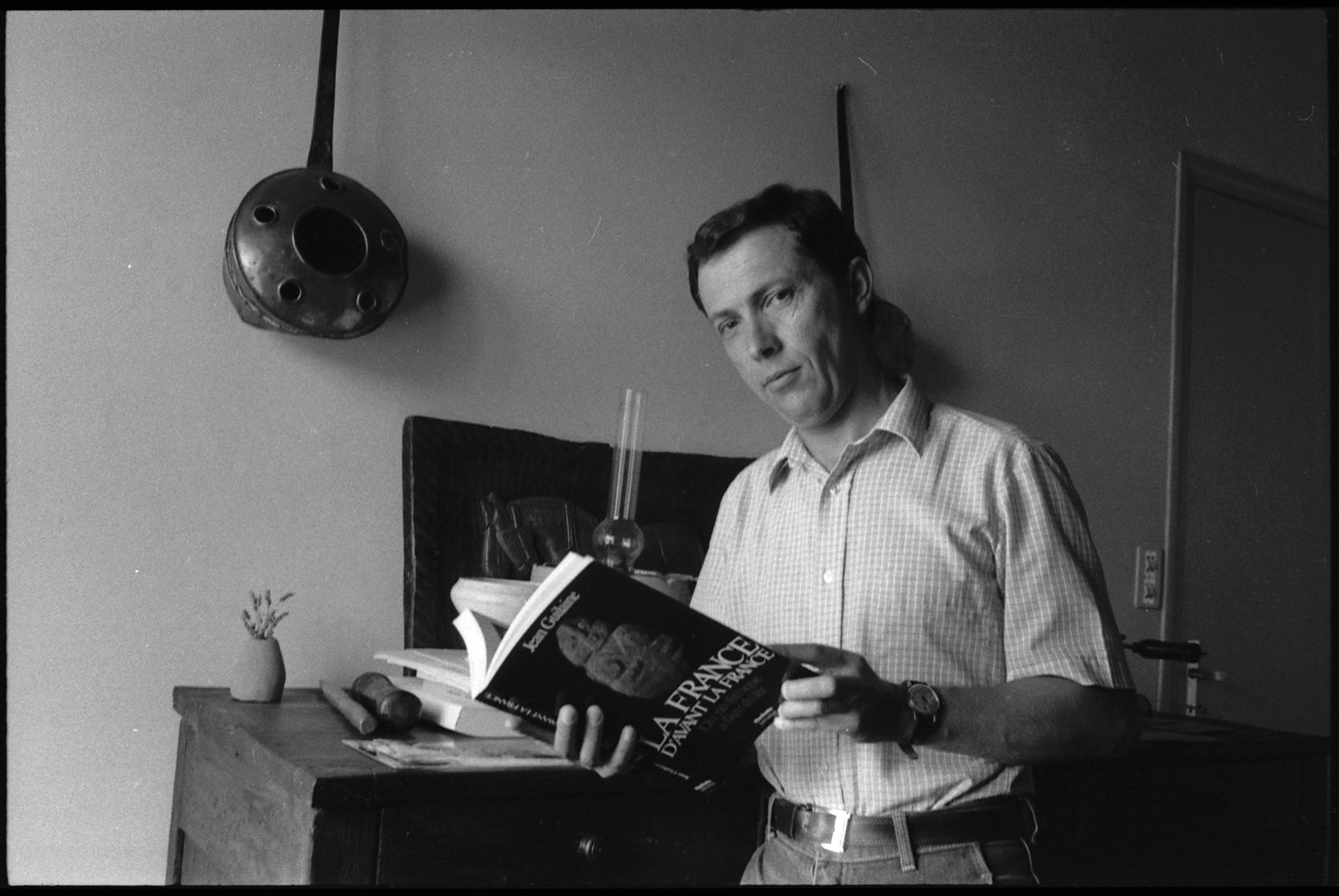
Jean Guilaine en 1980 sosteniendo en sus manos su primera gran obra de divulgación: La France d'avant la France, publicada ese mismo año.

Jean Guilaine (Carcasona, 24 de diciembre de 1936), es un arqueólogo francés, especialista en la Prehistoria tardía y la Protohistoria, término acuñado por él para referirse al largo período que engloba el Neolítico, la Edad del Bronce y la Edad del Hierro. Es profesor emérito del Collège de France y miembro de la Académie des inscriptions et belles-lettres. 
Nació en el seno de una familia modesta y pronto se interesó por la arqueología para lo que ingresó en el CNRS en 1963 a la edad de 26 años. En 1967 publicó su primera obra La civilisation du vase campaniforme dans les Pyrénées françaises y once años después fundó en Toulouse junto con el etnólogo Daniel Fabre el Centre d'anthopologie des sociétés rurales. En 1980 publicó su primer libro de divulgación La France d'avant la France. En 1993 fue elegido miembro del Collège de France en la cátedra "Civilizaciones de Europa en el Neolítico y en la Edad del Bronce" y al año siguiente publicó La Mer partagée. La Méditerranée avant l'écriture. En 2001 publicó Le Sentier de la guerre. Visages de la violence préhistorique (hay traducción castellana: El camino de la guerra. La violencia en la prehistoria, Barcelona, Ed. Ariel, 2002). En 2007 se jubiló convirtiéndose en profesor emérito y cuatro años después fue elegido miembro de la Académie des inscriptions et belles-lettres. En 2017 publicó Les Chemins de la protohistoire. Quand l'Occident s'éveillait. Dos años después publicó sus memorias tituladas: Mémoires d'un protohistoiren. La traversée des âges.
En su trabajo destaca la renovación que ha introducido sobre la visión del Neolítico:

La verdadera ruptura, no es la escritura, como se ha dicho siempre, sino la agricultura. A partir del momento en que se introduce, se queman los bosques, se transforma el paisaje, se depende del clima para las cosechas. Es la aldea, después la ciudad. Son las enfermedades al contacto con los animales que se han domesticado. En fin es nuestro mundo. Somos los hijos del Neolítico.